# Wolfgang Lackerschmid/Diskografie

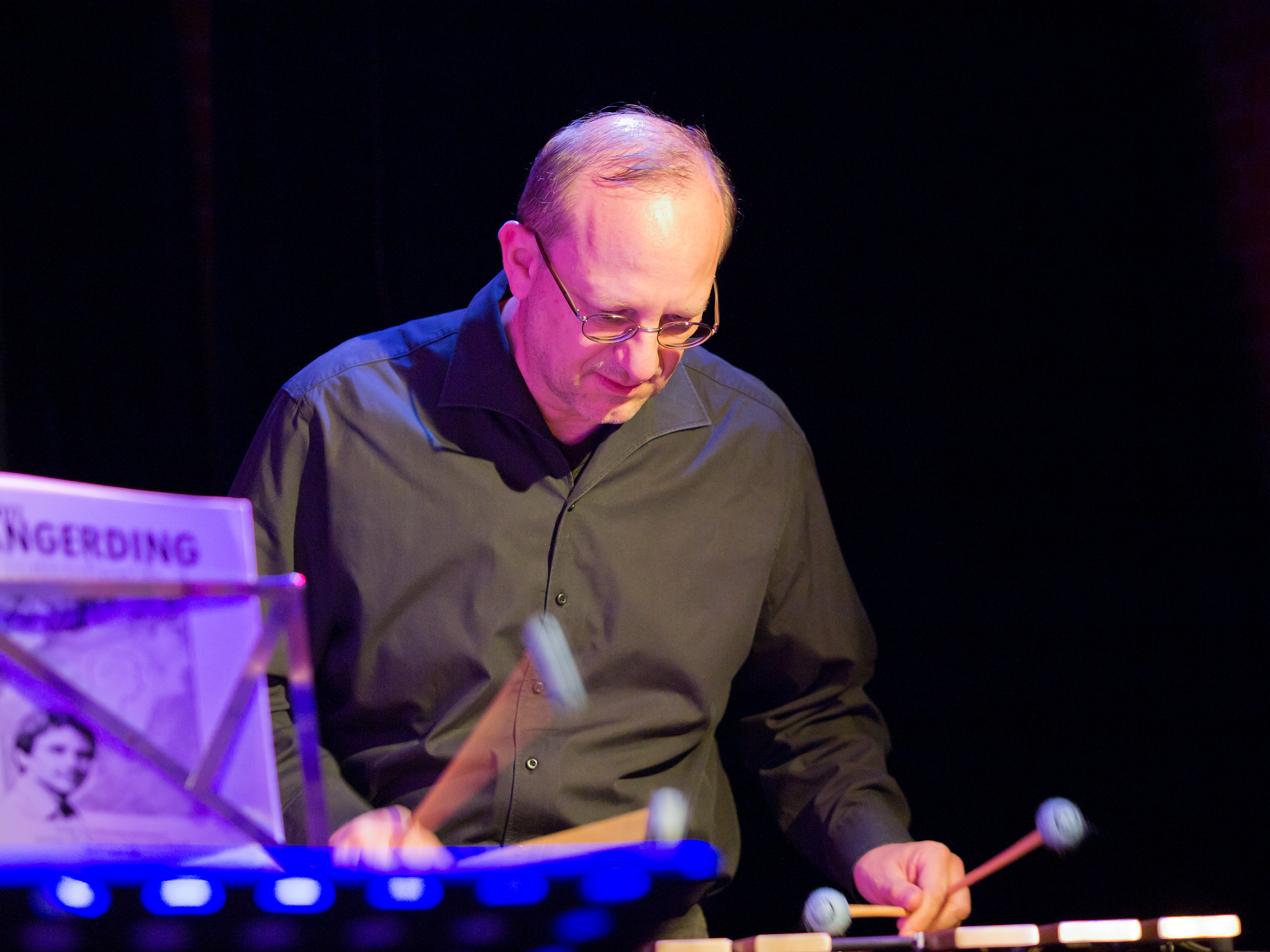
Wolfgang Lackerschmid (2011)

Diese Diskografie gibt eine Übersicht über die veröffentlichten Tonträger des Vibraphonisten Wolfgang Lackerschmid. Sie umfasst seine Alben unter eigenem Namen und seine Mitwirkungen als Sideman. Nach Tom Lord war Lackerschmid zwischen 1976 und 2018 an 51 Aufnahmesessions beteiligt.

## Alben unter eigenem Namen und als Ko-Leader
Dieser Abschnitt listet die von Lackerschmid veröffentlichten LPs und CDs chronologisch nach Veröffentlichungsjahr.
| Titel                                                                                      | Veröffentlichung | Musiklabel               | Anmerkungen |
| ------------------------------------------------------------------------------------------ | ---------------- | ------------------------ | --- |
| Mallet Connection                                                                          | 1977             | pläne                    | mit Herbert Joos, Leszek Zadlo, Rocky Knauer, Janusz Stefanski; 1995 auf CD erschienen |
| Balzwalz                                                                                   | 1978             | Sandra Records           | Mallet Connection, mit Christof Lauer, Wolfgang Engstfeld, Ed Kröger, Peter Bockius, Peter Weiss |
| Vibes Summit                                                                               | 1979             | MPS                      | mit Karl Berger, Dave Friedman, Tom van der Geld, Frank Tusa, Janusz Stefanski |
| Chet Baker / Wolfgang Lackerschmid                                                         | 1979             | Sandra Records/Inakustik | mit Larry Coryell, Buster Williams, Tony Williams |
| Ballads for Two                                                                            | 1979             | Sandra Records/Inakustik | Chet Baker / Wolfgang Lackerschmid (unbegleitetes Duo); Wiederveröffentlichung bei Dot Time Records (2018) |
| Wolfgang Lackerschmid Connection                                                           | 1983             | fusion/Bellaphon         | Maxi-Single |
| Live Conversation                                                                          | 1984             | Sandra Records/Inakustik | Wolfgang Lackerschmid / Günter Lenz |
| Originals                                                                                  | 1987             | Westwind                 | Chet Baker und Wolfgang Lackerschmid, mit Günter Lenz, Rocky Knauer, Nicola Stilo u. a.; Wiederveröffentlichung bei Dot Time (2023) als «Welcome Back» |
| One More Life                                                                              | 1992             | Bhakti Records / ZYX     | Studioaufnahmen mit Milcho Leviev, Henning Sieverts, Bill Elgart bzw. Ray Pizzi, Christian Stock bzw. Donald Johnston, Rocky Knauer 1991/92, sowie ein Titel von den Leverkusener Jazztagen 1990, mit Kenny Wheeler, Christof Lauer, Joachim Kühn, Palle Danielsson, Billy Hart 1992, feat. Henning Sieverts, Bill Elgart |
| Live Highlights ’92                                                                        | 1992             | Bhakti Records           | Attila Zoller und Wolfgang Lackerschmid: Live Oktober 1991 bzw. März 1992 in München, Wasserburg, Bremen, Bremerhaven und Paderborn |
| Chet in Europe                                                                             | 1993             | Nieswand                 | Chet Baker / Wolfgang Lackerschmid (Buch und CD) |
| New Singers / New Songs New York ’93                                                       | 1993             | Bhakti Records           | Lackerschmid / Johnston aufgenommen in New York, u. a. mit Ronnell Bey, Holli Ross, Lee Konitz, Jack Wilkins, Attila Zoller, Ron McClure, Jeff Hirshfield |
| New Singers / New Songs                                                                    | 1994             | Bhakti Records           | Lackerschmid / Johnston aufgenommen in New York, u. a. mit Valerie Carter, Darius de Haas, Inaya Jafan, Randy Brecker, Chuck Loeb, John Lee, Yoron Israel |
| Transatlantic Crossing                                                                     | 1994             | LHP                      | Wolfgang Lackerschmid / Donald Johnston |
| Chet Baker Play Along: 10 Transcriptions of the original Chet Baker solos in C and Bb.     | 1996             | advance music            | Notenbuch mit transkribierten Soli Bakers über Kompositionen von W.L. und CD |
| Gently But Deep                                                                            | 1996             | LHP                      | featuring: Ronnell Bey, John Lee, Chuck Loeb, Marilyn Mazur, Yoron Israel, Santi Debriano u. |
| Colors                                                                                     | 1997             | Hot-Wire Records         | LLL-Mental: Wolfgang Lackerschmid, John Lee, Chuck Loeb, Marilyn Mazur |
| Bertolt Brecht: Vom Pflaumenbaum und der Keuschheit                                        | 1998             | Bhakti Records           | mit Hans Dieter Lehmann (Sprecher) |
| Legacy 3: Why Shouldn’t You Cry                                                            | 1998             | Enja                     | Chet Baker/Wolfgang Lackerschmid – Live in Stuttgart 1978 |
| You Are Here. Live in Rottweil ›Alte Paketpost‹                                            | 1999             | Bhakti Records           | Wolfgang Lackerschmid & Lynne Arriale Trio, mit Mike Sharfe, Steve Davis |
| Joana’s Dance                                                                              | 2000             | Double Moon Records      | Johannes Mössinger & Wolfgang Lackerschmid |
| Full Moon Trio                                                                             | 2000             | Live im Birdland         | Wolfgang Lackerschmid, Walter Lang, Stephan Holstein |
| What Love Is                                                                               | 2003             | Enja                     | Stefanie Schlesinger, mit Wolfgang Lackerschmid, Bob Degen, Isla Eckinger, Jarrod Cagwin, Pedro Tagliani, Augsburger Streichquartett |
| A Jazz Tribute to Franz Grothe                                                             | 2004             | hipjazz                  | Wolfgang Lackerschmid Quintett, mit Stephan Holstein, Walter Lang, Henning Sieverts, Falk Willis |
| Angel Eyes                                                                                 | 2004             | Enja                     | Stefanie Schlesinger, mit Wolfgang Lackerschmid, Slide Hampton, Johannes Faber, Hendrik Meurkens, Bob Degen, John Lee, Karl Latham, Roger Squitero; Postproduktion: Edo Zanki |
| Polish Wind                                                                                | 2005             | minor music              | Urbaniak Lackerschmid Connection: Michal Urbaniak, Wolfgang Lackerschmid, John Lee, Karl Latham |
| Hurry Up and Wait                                                                          | 2007             | hipjazz                  | Wolfgang Lackerschmid, Bob Degen, Cameron Brown, Karl Latham |
| Steinklang (einer 2000-jährigen Stadt)                                                     | 2010             | Bhakti                   | Wolfgang Lackerschmid & Perkussion Ensemble des Leopold Mozart Zentrums Augsburg (Susan Aboul Hana, Florian Reß bzw. Sebastian Hausl, Tobias Niederreiner) bzw. Wolfgang Lackerschmid |
| Common Language Common Sense                                                               | 2011             | hipjazz                  | Wolfgang Lackerschmid, Tiger Okoshi, Biliana Voutchkova, Bob Degen, Ron Mahdi, Yoron Israel |
| „... und dann habe ich mich auf ihn gestürzt ...“ Jazzsongs und Märchen von Eros und Liebe | 2012             | Randvoll                 | Blueroom: Stefanie Schlesinger, Wolfgang Lackerschmid, Matthias Fischer |
| Magic Brewery                                                                              | 2013             | hipjazz                  | Wolfgang Lackerschmid, Mark Egan, Karl Latham, Ryan Carniaux |
| Wolfgang Lackerschmid Connection                                                           | 2014             | hipjazz                  | Wolfgang Lackerschmid, Mark Egan, Karl Latham, Ryan Carniaux |
| D’Afrique                                                                                  | 2015             | hipjazz                  | Daktarimba, mit Wolfgang Lackerschmid - marimba, Njamy Sitson - vocals, percussion, Walter Lang - piano |
| Wolfgang Lackerschmid Quartet                                                              | 2015             | TCB                      | Wolfgang Lackerschmid, Lynne Arriale, Mike Sharfe, Steve Davis |
| Herzschmerz – Lüpertzlieder                                                                | 2015             | HGBS                     | Stefanie Schlesinger / Wolfgang Lackerschmid, mit Pedro Tagliani, Markus Lüpertz, Ryan Carniaux, Mark Soskin, John Goldsby, Guido May |
| Samba Gostoso                                                                              | 2016             | hipjazz                  | Wolfgang Lackerschmid & The Brazilian Trio, mit Hélio Alves, Nilson Matta, Duduka Da Fonseca |
| Reality                                                                                    | 2017             | hipjazz                  | Stefanie Schlesinger, Wolfgang Lackerschmid, Mark Soskin, John Goldsby, Guido May, Ryan Carniaux |
| Studiokonzert                                                                              | 2017             | Neuklang                 | Wolfgang Lackerschmid & The Brazilian Trio, mit Hélio Alves, Nilson Matta, Duduka da Fonseca; Livemitschnitt des Konzertes vom 21. Juni 2017; LP Direct-to-Disc |
| Lake Geneva                                                                                | 2018             | hipjazz                  | Wolfgang Lackerschmid, John Lee, Chuck Loeb, Marilyn Mazur |
| Climbing up                                                                                | 2020             | hipjazz                  | Wolfgang Lackerschmid Connection mit Ryan Carniaux, Stefan Rademacher, Guido May |
| Summer Changes                                                                             | 2021             | Dot Time                 | Wolfgang Lackerschmid, Mark Soskin, Jay Anderson, Adam Nussbaum (2018) |
| Compositions for Melodic Percussion                                                        | 2022             | Bhakti                   | Wolfgang Lackerschmid, Schlag3. Lackerschmid spielt drei der acht Stücke solo. Die anderen Titel spielt das Ensemble „Schlag3“, ein Schlagwerk-Trio mit Sebastian Hausl, Florian Reß und Fabian Strauß. (2021 bzw. 2009)                                                                                                  |
| Never Stop Playing                                                                         | 2022             | HipJazz                  | Wolfgang Lackerschmid, Myslaure Augustin, Bänz Oester, Samuel Dühsler |
| Sharing Secrets                                                                            | 2024             | Dot Time                 | Stefanie Schlesinger, Wolfgang Lackerschmid |

## Tonträger als Sideman
| Leader                                                                | Titel                                              | Veröffentlichung | Musiklabel        | Anmerkungen |
| --------------------------------------------------------------------- | -------------------------------------------------- | ---------------- | ----------------- | --- |
| Dieter Bihlmaier Selection                                            | Manipulsation                                      | 1976             | pläne             | LP |
| Joe Gallardo                                                          | Mongo                                              | 1980             | Sandra Records    | Single |
| Joe Gallardo                                                          | Latino Blue                                        | 1979             | Sandra Records    | LP, Lackerschmid nur auf der zweiten Version des Titels „Lady Guajira“                                               |
| Head, Heart & Hands                                                   | Flor di Angelo                                     | 1980             | Mood Records      | LP, mit Patrick Gammon, Bobby Stern, Elmer Louis, Geoff Stradling, Roy Louis, Wolfgang Schmid, Guillermo Marchena    |
| Bireli Lagrene                                                        | Routes to Django                                   | 1980             | Jazzpoint Records | LP, nur auf dem Titel „Latches“, mit Gaïti Lagrène, Tschirglo Loeffler, Jan Jankeje                                  |
| Beckmann & Sinto                                                      | Tango des Friedens                                 | 1981             | PTA               | LP |
| Christin Sargent / Roland Bankel                                      | On a Rainy Day                                     | 1983             | Playbones Musik   | Single |
| Jolly Kunjappu                                                        | Warm Embrace                                       | 1986             | Reflector         | LP u. a. mit Roykey Wydh, Larry Coryell                                                                              |
| Christian Kabitz, Dieter Lauterbach, Guntram Pauli, Martin Schuster   | Cosmogenia: Concerto for Orchestra, Choir and Band | 1989             | PTA               | als special guest u. a. mit Brian Auger, Klaus Kreuzeder                                                             |
| Götz Tangerding                                                       | Jazztracks                                         | 1990             | Bhakti Records    | mit Christian Stock, Heimo Wiederhofer sowie Sheila Jordan und Monty Waters                                          |
| Ray Pizzi                                                             | I Hear You                                         | 1991             | Bhakti Records    | mit Christian Stock, Aldo Caviglia sowie Hans Hazoth                                                                 |
| Zipflo Weinrich                                                       | Black & White                                      | 1993             | BMG Ariola        | mit Christian Salfellner u. a.                                                                                       |
| Jazziz                                                                | Wordless                                           | 1996             | Chaos             | als Gastsolisten auch Ronnell Bey, Frank Gordon                                                                      |
| Martin Schuster, Wolfgang Lackerschmidt, Roykey Width, Jolly Kunjappu | Magic Flute                                        | 1998             | NR                | |
| Nice Ferreira & Terra Brazil                                          | Cafe com leche                                     | 1998             |                   | |
| Frantisek Uhlir                                                       | 60 – live                                          | 2010             | Multisonic        | |
| Paulo Morello, Tizian Jost, Erivelton Silva                           | Afternoon in Rio                                   | 2011             | In+Out            | |
| Ryan Carniaux                                                         | Reflections of the Persevering Spirit              | 2012             | hipjazz           | mit Mike Roelofs, Frank Wollny bzw. Tomáš Baroš, Samuel Dühsler. Lackerschmid nur auf den Titeln 1, 4, 6, 7, 10, 13. |
| Unterbiberger Hofmusik                                                | Stern über Biburg                                  | 2013             | Himpsl            | nur auf einem Titel                                                                                                  |
| Sandro Roy                                                            | Where I Come From                                  | 2015             | Skip              | nur auf einem Titel                                                                                                  |
| Ryan Carniaux                                                         | Never Leave Your Baggage Unattended                | 2015             | hipjazz           | mit Plume, Mike Roelofs, Ahmed Eid, Samuel Dühsler. Lackerschmid nur auf den Titeln 2, 4, 6, 8, 9. Aufgenommen 2012. |
| David & Danino Weiss                                                  | The New Gipsy Sound                                | 2020             | GLM               | mit Peter Cudek, Guido May. Lackerschmid nur auf den Titeln 1 und 10.                                                |
| Ronnell Bey                                                           | After Hours                                        | 2021             | hipjazz           | mit Frank Kuruc, John Lee, Karl Latham sowie Sunny Förster. Aufgenommen 1995.                                        |
| Claude Diallo Situation                                               | The Abraxas Sessions Vol. 1                        | 2023             | Dot Time Records  | mit Luques Curtis, Tupac Mantilla. Lackerschmid nur auf drei von acht Titeln                                         |

## Kompilationen
| Titel                                                                      | Veröffentlichung | Musiklabel              | Anmerkungen |
| -------------------------------------------------------------------------- | ---------------- | ----------------------- | --- |
| Bratislava Jazz Days 1982                                                  | 1984             | Opus / Gramofonový Klub | Doppel-LP, Live-Aufnahmen aus dem Dezember 1982 (nur ein Titel mit The International Conclave, Josef Audes, Emil Viklický, Harry Pepl, Klaus Koch, Cyril Zeleňák) |
| Bits and Pieces Volume 1 (A Collection of Inak CD’s ....Some Like It Soft) | 1985             | Inak                    | je ein Titel mit dem Duo Wolfgang Lackerschmid / Günter Lenz und dem Duo Chet Baker / Wolfgang Lackerschmid |
| Bits and Pieces Volume 2 (A Collection of Inak CD’s ....Some Like It Soft) | 1985             | Inak                    | je ein Titel mit dem Duo Wolfgang Lackerschmid / Günter Lenz und mit dem Trio Brian Auger / Chet Baker / Wolfgang Lackerschmid |
| Hotwired!                                                                  | 1997             | Hotwire Records         | ein Titel mit LLL-Mental (Wolfgang Lackerschmid / Chuck Loeb /John Lee / Marilyn Mazur) |
| The Spinning Wheel of Jazz                                                 | 1997             | Spinning Wheel Records  | nur ein Titel „Girl with the Bird“ |
| Jazz in Dudelange                                                          | 1997             | DUD 1002                | Aufnahme 1994; drei Titel mit Zoller/Konitz/Lackerschmid |
| Chet Baker / Wolfgang Lackerschmid Artists Favor                           | 2008             | hipjazz                 | aufgenommen 1979; mit (auf einzelnen Titeln) Nicola Stylo, Larry Coryell, Peri dos Santos, Günter Lenz, Buster Williams, Rocky Knauer, Tony Williams, Edir dos Santos |
| Message to Attila: The Music of Attila Zoller                              | 2015             | Enja                    | Nur auf zwei Titeln: „Struwwelpeter“ im Duo mit Helmut Kagerer und „Hommage to O.P.“ im Quintett mit Lajos Dudas, Dietmar Hagen Horn, Rocky Knauer, Bill Elgart |
| Lockdown Releases                                                          | 2021             | hipjazz                 | aufgenommen 1976–2020; mit (auf einzelnen Titeln) Dieter Bihlmaier, Wolfgang Lauer, Gerhart Ziegler, Leszek Zadlo, Herbert Joos, Rocky Knauer, Janusz Stefanski, Joe Gallardo, Bobby Stern, Americo Belloto, Geoff Stradling, Roy Louis, Elmer Louis, Donald Johnston, Vladyslav Sendecki, Mario Castronari, Stefanie Schlesinger, Mark Soskin, Jay Anderson, Adam Nussbaum, Ed Cherry, Cameron Brown, Karl Latham, Ryan Carniaux, Stefan Rademacher, Guido May |

## Tonträger als Komponist
| Titel                               | Veröffentlichung | Anmerkung                                     |
| ----------------------------------- | ---------------- | --------------------------------------------- |
| Wandlung                            | 1996             | Doppelchorwerk \| live Klosterkirche Irsee    |
| Dancing Spirits \| Karl Latham      | 1998             |                                               |
| S.O.P. New York / Brazil            | 1998             | Holli Ross, Romero Lubambo, Mark Soskin u. a. |
| Labyrinth \| Musical für Teens      | 1998             |                                               |
| Compositions for Melodic Percussion | 2022             | Ensemble Schlag3                              |